# Saint-Ouen-du-Tilleul
Saint-Ouen-du-Tilleul är en kommun i departementet Eure i regionen Normandie i norra Frankrike. Kommunen ligger i kantonen Bourgtheroulde-Infreville som tillhör arrondissementet Bernay. År 2022 hade Saint-Ouen-du-Tilleul 1 777 invånare.

## Befolkningsutveckling
Antalet invånare i kommunen Saint-Ouen-du-Tilleul
Referens:INSEE